# إيقاف التدهور

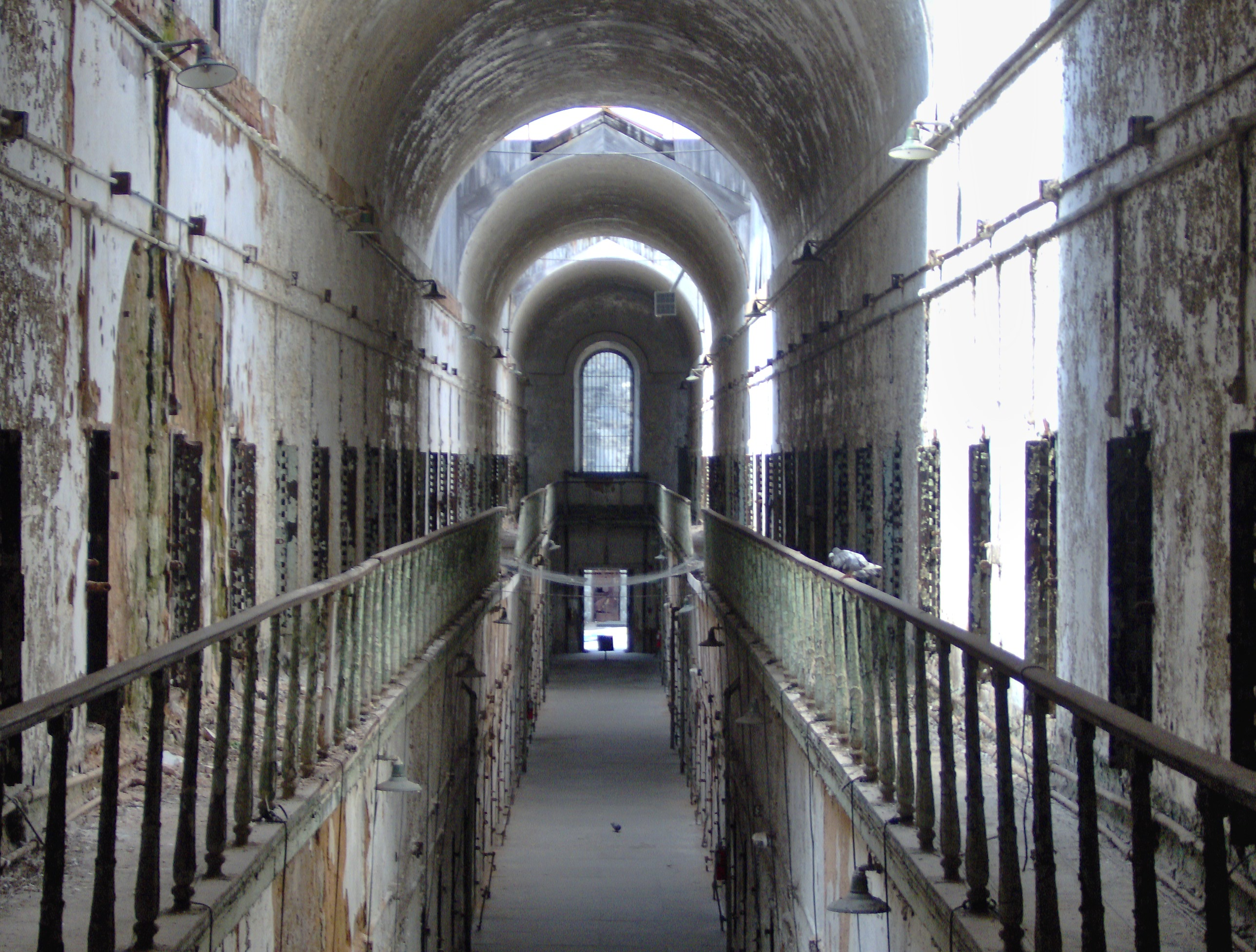

إيقاف التدهور (بالإنجليزية: Arrested decay)‏ هو مصطلح اُستخدامته من قبل ولاية كاليفورنيا والولايات المتحدة للتعبير عن كيفية المحافظة على مدينة بودي. بمصطلح مبسط إيقاف التدهور مصطلح يستخدم للحفاظ على أثار الحروب والصراعات كذكرة .

## الولايات المتحدة
في مدينة بودي، الهياكل من الحروب مصانة، لكن يوجد مدى لا يسمح بالدخول إليه لأن من الممكن أن تتدهور الهياكل في الطريق الرئيسي. ويستخدم سجن المقاطعة الشرقية في فيلادلفيا، بنسلفانيا، تستخدم نظام مشابه لبودي، لكن تستخدم مصطلح المحافظة على الأثار.

## كرواتيا
قررت السلطات في فوكوفار ، كرواتيا أبقاء برج الماء في المدينة على حال الموجودة عليه اليوم.

## ألمانيا
وفي برلين، ألمانيا تدمرت وتحطمت العديد من المباني بعد الحرب العالمية الثانية فتم الحفاظ عليها بحالة الخراب والدمار كذكرة . بالإضافة إلى واجهة بناء برلين أنهالتر بانهوف و برج الجرس في كنيسة القيصر فيلهلم التذكارية.

## البوسنة
وقامت السلطات في سراييفو، البوسنة أيضا بالحفاظ على مبنى جريدة أوسلوبودينيي إلى هذا اليوم.

## اليابان
في عام 1996، في هيروشيما، اليابان تم الأقرار بأن قبة غنباكو موقع تراث عالمي. وعلى الرغم من الضرر والمعاناة الكبيرة، تحمل الأنفجار. وتم المحافظة عليه على نفس الحال التي كان عليه قبل الأنفجار ليكون رمز للتمني السلام ونزع السلاح النووي.

## فرنسا
كانت أورادور سور جلان قرية في مدينة ليموزين من فرنسا تم تدميرها في ١٠ يونيو عام ١٩٤٤، ٦٤٢ من سكانها – رجال,نساء,أطفال – تم قتلهم من قبل الألمانيين. مع أنه تم بناء القرية جديدة بعد الحرب العالمية الثانية, بعيدا عن الأنقاض القرية السابفة، لاتزال الفرية القديمة - موقع الخراب والدمار- مكان تذكاري للموتى وبعض المباني المحترقة : توقفت الساعات في الوقت الذي تم فيه حرق أصحابها أحياء ؛ زجاج - ذاب من الحرارة الشديدة ؛ ومختلف الأغراض الشخصية والمال.